# Доггерленд

Карта гипотетического Доггерленда около 8000 года до н. э., южная оконечность которого в то время должна была соединять Британию с континентом

Доггерленд (англ. Doggerland) — условное название, которое археолог Брайони Коулз дала бывшему массиву суши, занимавшему южную часть Северного моря и соединявшему Британию с материковой Европой в период последнего оледенения. В эпоху мезолита Доггерленд был населён людьми, на нём имелась богатая фауна и растительность.
Археологический потенциал песчаной отмели, известной как банка Доггер, был открыт в 1931 году, когда рыболовный траулер вытащил сетью доисторический гарпун, изготовленный из оленьего рога. Позднее другие суда извлекли в этих же местах останки мамонта, льва  и других менее крупных сухопутных животных, а также небольшое количество доисторических орудий и предметов вооружения.

## Формирование

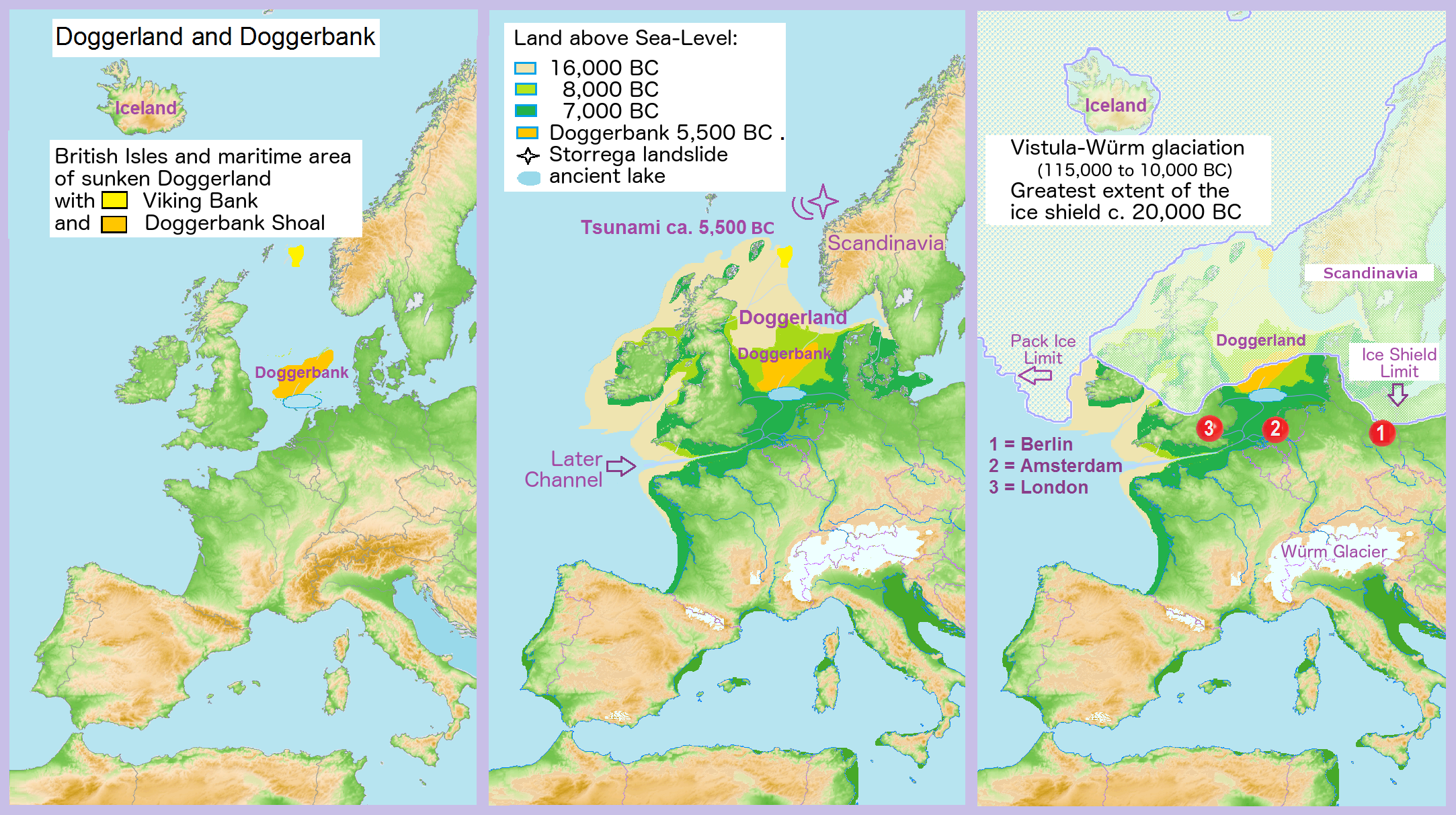
Карта, показывающая гипотетические размеры Доггерленда от Вислинского оледенения до настоящего времени

До начала первого оледенения современного плейстоцено-голоценового ледникового периода река Рейн текла на север по дну будущего Северного моря. Предполагается, что кайнозойские отложения ила в Восточной Англии представляют собой древнее русло Рейна. Уилд был вдвое длиннее нынешнего и простирался через современный Па-де-Кале; современная область Булонне представляет собой остатки его восточной оконечности.
По мере оледенения скандинавский и шотландский ледники встретились и образовали гигантскую ледяную дамбу, позади которой образовалось крупное прогляциальное озеро, в которое впадали реки и вода от таяния льдов большей части северноевропейского и балтийского бассейнов. Постепенно вода из озера протекла через Уилд в Ла-Манш и образовала крупную впадину, которая в результате эрозии постепенно увеличилась, и на её месте образовался Па-де-Кале.
Во время девенсийского оледенения, около 10 тыс. лет назад, когда Северное море и почти все Британские острова были покрыты слоем льда, уровень моря был примерно на 120 метров ниже современного. Большая часть Ла-Манша и Северного моря была в то время покрыта тундрой, которая в 12 000 г. до н. э. простиралась до северной оконечности Шотландии.
Свидетельства, в том числе контуры современного морского дна, показывают, что в эпоху последнего оледенения водораздел между Северным морем и Ла-Маншем проходил от Восточной Англии на юго-восток до Хук-ван-Холланда, а не через Па-де-Кале, и что реки Темза, Маас, Шельда и Рейн, соединяясь, текли по течению Ла-Манша в виде широкой реки, которая в конце концов впадала в Атлантический океан. Около 8000 г. до н. э. северное побережье массива суши, Доггерленд, представляло собой береговую линию с лагунами, болотами, приливными берегами и пляжами. Возможно, в эпоху мезолита эта территория была богатейшей в Европе с точки зрения охоты, добычи птицы и рыболовства.

## Исчезновение

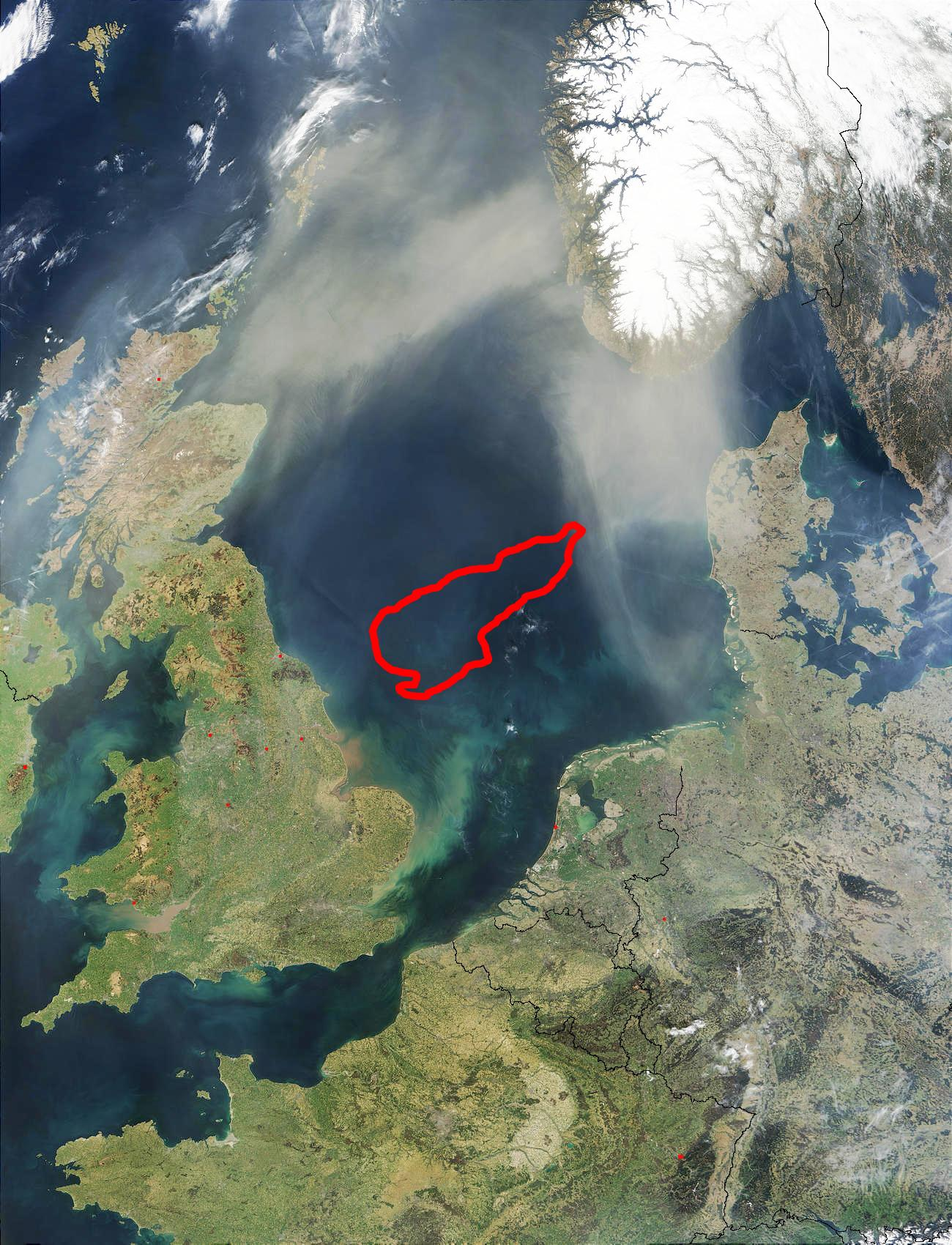
Красная граница — очертания подводной банки Доггер, которая, скорее всего, является мореной, образовавшейся в плейстоцене

Предполагается, что постепенный подъём уровня моря в результате таяния ледника (окончание последнего оледенения) привёл к затоплению Доггерленда Северным морем, что постепенно отрезало доисторическую Британию от европейского континента около 6500 г. до н. э.. На месте будущей песчаной отмели, известной в настоящее время как банка Доггер, продолжал существовать архипелаг или остров по крайней мере до 5000 г. до н. э..
Согласно выдвинутой в 1985 году Свендсеном альтернативной гипотезе, большая часть данной территории была затоплена цунами за примерно 6200 лет до н. э. Цунами было вызвано одним из крупнейших в истории оползней — дрейфом области подводного грунта от побережья Норвегии, известным как Стурегга. Согласно этой теории, цунами сыграло катастрофическую роль для мезолитического населения данной местности. В результате цунами, как представляется, Британия была окончательно отделена от континента, и, с культурной точки зрения, мезолит на ней пошёл своим путём. Одним из побочных результатов оползня стало глобальное похолодание 6200 лет до н. э. ввиду притока холодных вод от растаявших ледников.
Есть основания полагать, что волна цунами не уничтожила острова, и на них через некоторое время вернулись люди. Однако с повышением уровня океана острова постепенно погружались под воду — около 7 тысяч лет до нашей эры площадь оставшихся после цунами островов уменьшилась наполовину. Затем острова окончательно исчезли, превратившись в отмель.
Если в результате археологических находок гипотеза о человеческих поселениях на островах Доггерлэнда после стуреггского цунами подтвердится, это будет означать, что британские острова имели гораздо более долгие культурные связи с материком, и, в частности, что сельское хозяйство на них появилось значительно раньше, чем принято считать до этого.

## Открытие и археологические исследования
Банка Доггер впервые заинтересовала археологов, когда в 1931 г. траулер «Колинда» вытащил из воды крупный кусок торфа во время рыболовства близ Ауэр-банки (Ower Bank), в 40 км к востоку от Норфолка. В торфе был обнаружен наконечник из оленьего рога длиной 220 мм, позднее датированный 4000—10 000 лет назад, периодом, когда эти места покрывала тундра.
Интерес к данной территории возобновился в 1990-е годы благодаря исследованиям профессора Брайони Коулз, которая ввела в оборот термин «Доггерленд» и опубликовала несколько гипотетических карт данной территории. Хотя Коулз признаёт, что современный рельеф дна Северного моря — не слишком надёжный источник по топографии Доггерленда, другие исследователи в последнее время начали реконструировать его топографию, опираясь на данные сейсмологии, полученные в ходе поисков нефти.
Фрагмент черепа неандертальца, датируемый около 40 000 лет назад, был обнаружен в материалах, вычерпанных из Мидделдипа в 16 км от побережья Зеландии, и был выставлен в Лейдене в 2009 году.
События серии «Путешествие мамонта» в сериале BBC «Прогулки с чудовищами» частично происходят на территории Доггерленда.